# Monoculodes minutus
Monoculodes minutus är en kräftdjursart som beskrevs av Gurjanova 1930. Monoculodes minutus ingår i släktet Monoculodes och familjen Oedicerotidae. Inga underarter finns listade i Catalogue of Life.